# George Lindbeck
George Arthur Lindbeck (Luoyang, China, 10 de marzo de 1923-8 de enero de 2018) fue un historiador de la iglesia, teólogo luterano y profesor universitario estadounidense de origen chino. 

## Biografía
Se le conoce por ser ecumenicista y por ser uno de los padres de la teología postliberal.
Lindbeck era hijo de misioneros Luteranos de América. Instalados en ese país y en Corea durante los primeros diecisiete años de su vida, fue a menudo un niño enfermizo y aislado del entorno.